# Ka (starověký Egypt)
| D28 · Z1 |

| D28 · Z1 |

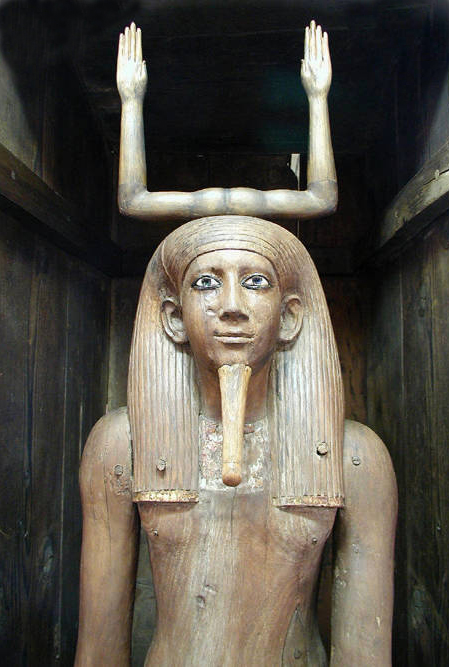
Socha ka krále Hora I. ze 13. dynastie

Ka (dříve obvykle překládáno ne zcela přesně jako „duše“, někdy je možné chápat je jako „(duchovního) dvojníka“) je významný egyptský náboženský pojem, který ve starověkém Egyptě vyjadřoval „pojetí života, smrti, božství a lidství“. U králů a lidí ka s největší pravděpodobností původně představovalo souhrn tělesných vlastností a bylo spojováno zejména s plodivou silou, později zahrnovalo i vlastnosti duševní. Jak ukazují reliéfy z Hatšepsutina chrámu Džeser-Džeseru, podle nichž bůh Chnum vytvořil královninu bytost jako dvě identické postavičky, rodilo se ka spolu s člověkem (resp. spolu s jeho tělem); jeho existence ovšem trvala i po smrti a byla jednou ze záruk posmrtného života. V pozdních obdobích bylo spojováno s osudem. Byla zobrazována jako vztyčené paže.